# Mikhaïl Tsekhanovski
Mikhaïl Mikhaïlovitch Tsekhanovski (Михаи́л Миха́йлович Цехано́вский, né à Prascourov dans la ville de Khmelnytskyï le 7 juin 1889, mort à Moscou le 22 juin 1965) est un réalisateur et un animateur de dessins animés soviétique.

## Filmographie
- 1929 : La Poste (Почта), court métrage d'animation en noir et blanc (réalisation)
- 1930 : L'Histoire du Pope et de son serviteur Balda (Сказка о попе и о работнике его Балде) (réalisation)
- 1931 : Pacifique 231 (Пасифик 231), court métrage d'animation (réalisation, scénario)
- 1931 : Gopak (Гопак) , court métrage d'animation  (réalisation)
- 1940 : Un souriceau stupide (Сказка о глупом мышонке), littéralement Le Conte de la petite souris stupide, court métrage d'animation (réalisation)
- 1941 : Ciné-concert 1941 (Киноконцерт 1941 года), documentaire (réalisation)
- 1942 : Le Sapin (Ёлка), conte de Noël (réalisation)
- 1944 : Le Téléphone (Телефон) (réalisation, scénario)
- 1948 : Tsvetik-semitsvetik (Цветик-семицветик), court métrage d'animation (réalisation)
- 1950 : Le Conte du pêcheur et du petit poisson (Сказка о рыбаке и рыбке), d'après le conte éponyme (réalisation)
- 1952 : Kachtanka (Каштанка), court métrage d'animation (réalisation)
- 1954 : La Princesse grenouille (Царевна-Лягушка), d'après le conte éponyme (réalisation et production)
- 1956 : Une fille dans la jungle (Девочка в джунглях) (réalisation et production)
- 1958 : Le Dit de Tchapaïev (Сказ о Чапаеве) (réalisation et production)
- 1959 : La Légende du testament du Maure (Легенда о завещании мавра) (réalisation et production)
- 1960 : La Renarde, le Castor et les autres (Лиса, бобёр и другие) (réalisation et production)
- 1962 : Les Cygnes sauvages (Дикие лебеди) (réalisation et production)
- 1964 : La Poste (Почта) (second dessin animé portant ce titre) (réalisation, scénario)

## Filmographie sur
- Mikhaïl Tsekhanovski. (Михаил Цехановский. Драматическая графика), réalisé par Sergueï Sérioguine (Сергей Серёгин), 1997, 56 minutes.